# ماريا أوزاوا
ماريا أوزاوا (باليابانية: 小澤マリア) (ولدت 8 يناير، 1986) أو كما عرفت باسم ميابي (بالإنجليزية: Miyabi)‏ في بداية حياتها العملية، هي نجمة إباحية يابانية شهيرة، يطلق عليها معبودة الشرائط الإباحية (Adult video idol) في بلادها اليابان.

## نشأتها وحياتها المهنية
نشأت أوزاوا في محافظة هوكايدو اليابانية . لأم يابانية وأب من أصل كندي-فرنسي،  درست في مدرسة دولية، ثم انضمت لأكاديمية مسيحية في اليابان، وتدعي أوزاوا أن لغتها الإنجليزية كانت دومًا أفضل من أقرانها في جميع مراحلها الدراسية،  وصرحت أوزاوا أنها أصبحت نشطة جنسيًا في سن الثالثة عشرة، وعلمت نفسها 48 وضعًا جنسيًا بواسطة كتاب اشترته بنفسها.
في 2002، وبينما لا تزال أوزاوا طالبة، ظهرت في إعلان تلفزيوني لشيكولاتة DARS مدته 30 ثانية مع اثنان من أعضاء فريق بوب ياباني.

## حياتها الشخصية
تقول أوزاوا أنها تستمتع بلعب ألعاب الفيديو، وتمتلك جهاز نينتندو دي إس وردي اللون،  وجهاز بلاي ستيشن 2،  وتقول إنها منفتحة إلى حد ما في الحديث عن حياتها الخاصة حيث قامت بالعديد من المقابلات الصحفية، وتكتب مذكراتها المفصلة باستمرار منذ 2005.

## وصلات خارجية
- ماريا أوزاوا على موقع IMDb (الإنجليزية)
- ماريا أوزاوا على موقع ميوزك برينز (الإنجليزية)
- ماريا أوزاوا على موقع قاعدة بيانات الفيلم (الإنجليزية)
- ماريا أوزاوا على موقع كينوبويسك (الروسية)

- الموقع الرسمي
- ساشا جراي على IMDb